# Batalha de Placência (1746)
A Batalha de Piacenza foi travada entre um exército franco-espanhol e o exército austríaco próximo a Piacenza, no Norte da Itália, em 16 de junho de 1746. Fez parte das operações posteriores na Guerra de Sucessão Austríaca. O resultado foi uma vitória para as forças austríacas, lideradas pelo Príncipe Josef Wenzel.
Príncipe Franz Josef I e Louis-Joseph de Montcalm estavam entre os combatentes notáveis.

## Posição bourbônica
Após a batalha de Bassignana e a divisão dos exércitos austríaco e piemontês, os exércitos espanhol e francês coordenaram seus planos de ataque. A Espanha considerava desejável tanto a captura de Turim quanto de Milão. No entanto, como a França desejava negociar com Carlos Emanuel, isso deixou a Espanha apenas com Milão. Portanto, em 28 de novembro de 1745, De Gages iniciou a invasão espanhola da Lombardia. Não demorou muito para que o comandante austríaco, Príncipe Josef Wenzel de Liechtenstein, retirasse seu exército antes do avanço espanhol, temendo que seu exército em menor número fosse destruído. Milão se rendeu pacificamente, e no final do ano a maior parte da Lombardia estava nas mãos espanholas.
No início de 1746, a situação na Itália era que os exércitos bourbônicos ocupavam toda a Lombardia exceto Mântua, e aproximadamente 1/5 do reino de Carlos Emanuel do Piemonte-Sardenha. A corte francesa então iniciou negociações com Carlos Emanuel na esperança de destacar o Piemonte de sua aliança com a Áustria. Ao mesmo tempo, o Marechal Maillebois estava pressionando o cerco de Alessandria. Por todos os cálculos, o Infante Filipe era agora senhor de seu novo reino, e os Bourbons haviam triunfado na Espanha.

## Carlos Emanuel reabre a batalha pela Itália
O Tratado de Dresden, assinado entre a Prússia e a Áustria em 25 de dezembro de 1745, teve tanto impacto na luta na Itália quanto na Europa central. Carlos Emanuel e seus conselheiros viram isso claramente. Evidentemente, a Áustria, agora livre de uma guerra na Alemanha, transferiria a maior parte de seu exército para a Itália. A posição da França e da Espanha não havia se alterado e o Rei percebeu que elas não seriam capazes de igualar o acúmulo militar da Áustria na península.
Embora ainda negociando com a França, o Rei percebeu que manter sua aliança com a Áustria era a aposta mais lucrativa. Carlos Emanuel decidiu que precisava ganhar tempo até que a Áustria completasse sua concentração na Itália. A maneira mais fácil de obter isso era prolongar as negociações pelo maior tempo possível até que fosse hora de agir. Consequentemente, ele deu à corte francesa até o final de fevereiro para chegar a um acordo, caso contrário haveria uma retomada das hostilidades. Ele também solicitou que os franceses levantassem o cerco de Alessandria. Em um ato extraordinário de boa fé, os franceses concordaram em 17 de fevereiro de 1746.
Em 1º de março, no entanto, quando o prazo havia passado e a concentração austríaca estava completa, Carlos Emanuel percebeu que havia chegado a hora de retomar a guerra. O Exército Piemontês lentamente começou a se mover em direção à guarnição francesa em Asti e Alessandria. Tendo disfarçado com sucesso suas intenções, Carlos Emanuel reabriu a guerra na Itália em 5 de março de 1746 com um ataque a Asti. Três dias depois, a guarnição havia se rendido, e 5.000 prisioneiros caíram nas mãos piemontesas.

## Retirada bourbônica para Piacenza
A rendição da guarnição em Asti criou grandes problemas para o exército francês. O moral despencou, e no final de março, o exército do Marechal Maillebois havia perdido 15 000 homens por deserção, doença ou captura. O exército espanhol de De Gages permaneceu parado em Piacenza, incerto sobre que curso de ação tomar diante do novo perigo causado pela concentração austríaca. Nem ele, nem o Infante Filipe desejavam se retirar da Lombardia, temendo que isso provocasse raiva em Madrid. Infelizmente, o comando austríaco tomou a decisão por eles. Por meio de manobras hábeis, os austríacos perseguiram o Infante de Milão a Pavia. Em abril, Parma, Reggio e Guastalla haviam caído para a Áustria. Para concentrar suas forças dispersas, os espanhóis pediram ao Marechal Maillebois que trouxesse seu exército francês para oeste para se juntar às outras tropas bourbônicas que recuavam em direção a Piacenza de várias direções.
O Marechal Maillebois, no entanto, relutava em abandonar suas linhas de comunicação através de Gênova e consequentemente enviou apenas dez batalhões para Piacenza. O Rei Filipe V espanhol e sua esposa Isabel Farnese, ordenaram a De Gages que permanecesse em Piacenza. Luís XV, desejando confirmar a solidariedade bourbônica e pronto para ser prestativo com seu tio espanhol, ordenou a Maillebois que colocasse suas tropas sob comando espanhol. Concordando relutantemente, o marechal ordenou que suas tropas fossem para Piacenza e em 15 de junho, o exército franco-espanhol estava reunido.

## Planos opostos
Como o exército austríaco superava em número o exército de De Gages em cerca de 15 000 homens, ele elaborou um plano que tornaria um assalto austríaco custoso e convidaria um contra-ataque espanhol. Ele esperava que este plano lhe desse a vitória na batalha. Rejeitando uma posição na cidade em ruínas de Piacenza, Gages ordenou que fossem cavadas trincheiras e posições de artilharia que se tornariam uma linha defensiva que os austríacos teriam que atacar. De Gages também ordenou que suas tropas explorassem as áreas ao norte de Piacenza. A chegada de Maillebois deu ao general espanhol uma força combinada de 40 000. No entanto, isso começou a colocar uma pressão severa nos suprimentos de comida da área. Além disso, um exército piemontês de 10 000 homens estava se aproximando do oeste, o que inclinaria firmemente o equilíbrio numérico a favor dos austríacos.
Com os piemonteses a apenas um dia de marcha de distância, o marechal francês insistiu que um ataque imediato deveria ser lançado contra os austríacos. Em vez do plano original, o comandante espanhol agora manteria seu centro levemente enquanto se concentrava nos flancos. O ataque à esquerda austríaca envolveria empurrá-la de volta em direção ao centro austríaco. Em um movimento não ortodoxo, De Gages pediu a Maillebois para levar suas tropas além da extrema direita da linha, cercar o flanco direito austríaco e cair sobre sua retaguarda. A batalha estava marcada para começar ao nascer do sol no dia 16.
Os austríacos haviam passado os últimos meses posicionando sua artilharia, tomando postos avançados bourbônicos e reunindo suprimentos de comida. No acampamento austríaco, o humor era de vitória confiante. O plano austríaco era muito mais simples que o bourbônico. Eles deixariam Gages desperdiçar suas tropas contra sua posição. Uma vez que o ataque tivesse perdido força, eles contra-atacariam. Na manhã do dia 15, eles começaram a posicionar suas forças ao norte de Piacenza. Infelizmente para os franceses, Conde Browne percebeu o que Maillebois estava fazendo e moveu suas unidades para bloquear o avanço francês. O Marquês de Botta d'Adorno comandava a direita austríaca e simplesmente colocou suas tropas em alerta naquela noite. Os austríacos então só tinham que esperar pelo ataque franco-espanhol.

## Batalha
Na manhã de 16 de junho, a artilharia austríaca abriu fogo sobre o acampamento bourbônico oposto a eles. Ao mesmo tempo, o exército franco-espanhol iniciou seu assalto sobre as linhas austríacas. O plano do Marechal Maillebois começou a falhar poucos minutos após o início de seu assalto. Em vez de uma descida clara sobre a retaguarda austríaca, o marechal ficou nervoso ao ver as tropas de Browne dispostas à sua frente atrás de um canal. Além disso, a força francesa havia emergido no lugar errado. O vale estreito no qual haviam entrado proporcionou um gargalo, e assim que emergiram foram atacados pelos austríacos. O marechal tentou trazer mais tropas para a ação, mas seus homens não conseguiram se aproximar dos austríacos devido à intensidade de seu fogo. Finalmente, Browne avançou suas tropas sobre o canal e o assalto entrou em colapso, muitos franceses sendo despedaçados no vale estreito.
No outro flanco, Gages havia conseguido avançar seus homens até as linhas austríacas. Suas tropas estavam lentamente empurrando os austríacos para trás no que parecia ser uma batalha muito mais equilibrada. No entanto, Barão Bärenklau finalmente conseguiu trazer a cavalaria austríaca para a luta, causando a quebra da linha espanhola sob a pressão. Com os espanhóis recuando em direção a Piacenza, os austríacos foram capazes de dar perseguição. Às duas da tarde, a batalha havia terminado e também as esperanças bourbônicas na Itália.

## Consequências
A Áustria sofreu cerca de 3 400 baixas e mais de 700 homens morreram. O exército espanhol sofreu cerca de 9.000 baixas e os franceses cerca de 4 000. Dos exércitos francês e espanhol, cerca de 4 500 soldados foram mortos e 4 800 feitos prisioneiros. Louis-Joseph de Montcalm foi um deles. Após a batalha, os Bourbons evacuaram Piacenza em 27 de junho, e foram conduzidos para leste pelos exércitos austro-piemonteses para a república de Gênova.
A batalha não marcou o fim da luta na Itália e uma tentativa de explorar a vitória invadindo a Provença no final do ano terminou em fracasso. Como resultado, os austríacos foram liberados de Gênova capturada por uma revolta em dezembro de 1746.